# Tribulum

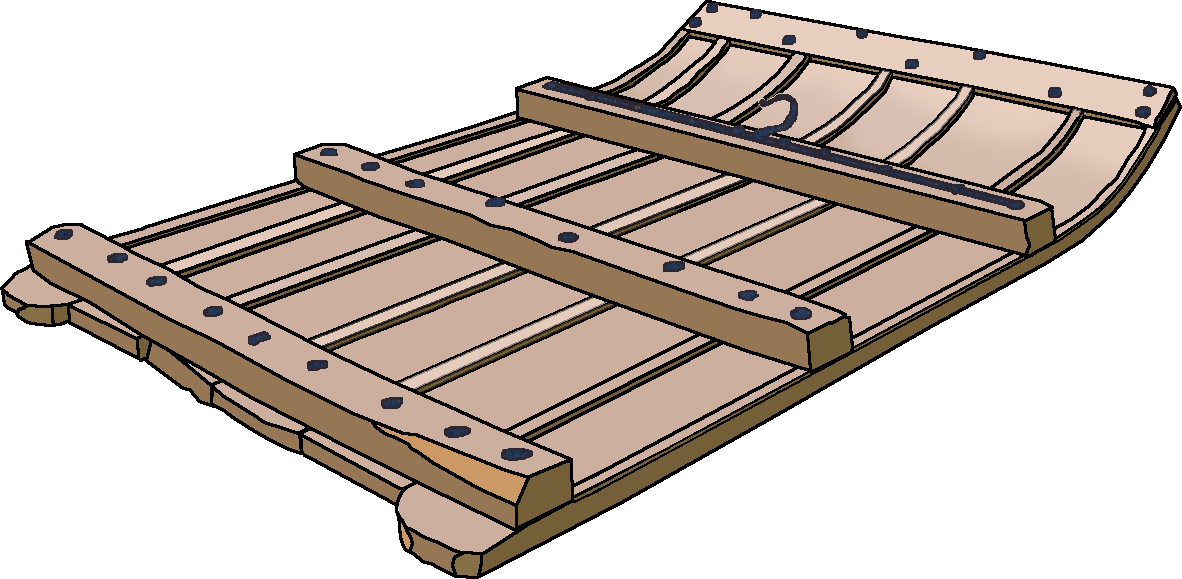
Tribulum

Tribulum (španělsky trillo, arabsky džarúša, bulharsky dikanja) je zařízení používané v oblasti Středomoří k výmlatu obilí. Má podobu asi metr široké a dva metry dlouhé dřevěné desky, jejíž přední konec je zdvižený podobně jako u sání. Spodní strana je hustě poseta ostrými úlomky pazourků. Do tribula se zapřáhnou tažná zvířata (koně, krávy, buvoli) a přejíždí se s ním po vrstvě sklizeného obilí, přičemž kamenné hrany mechanicky oddělují zrno od plev. Existence tribula je doložena již z období neolitu, je zmiňováno v bibli i u antických autorů (např. u Columelly), v průběhu dvacátého století je však téměř všude nahradily motorové kombajny.